# Лукашеве (Запорізький район)

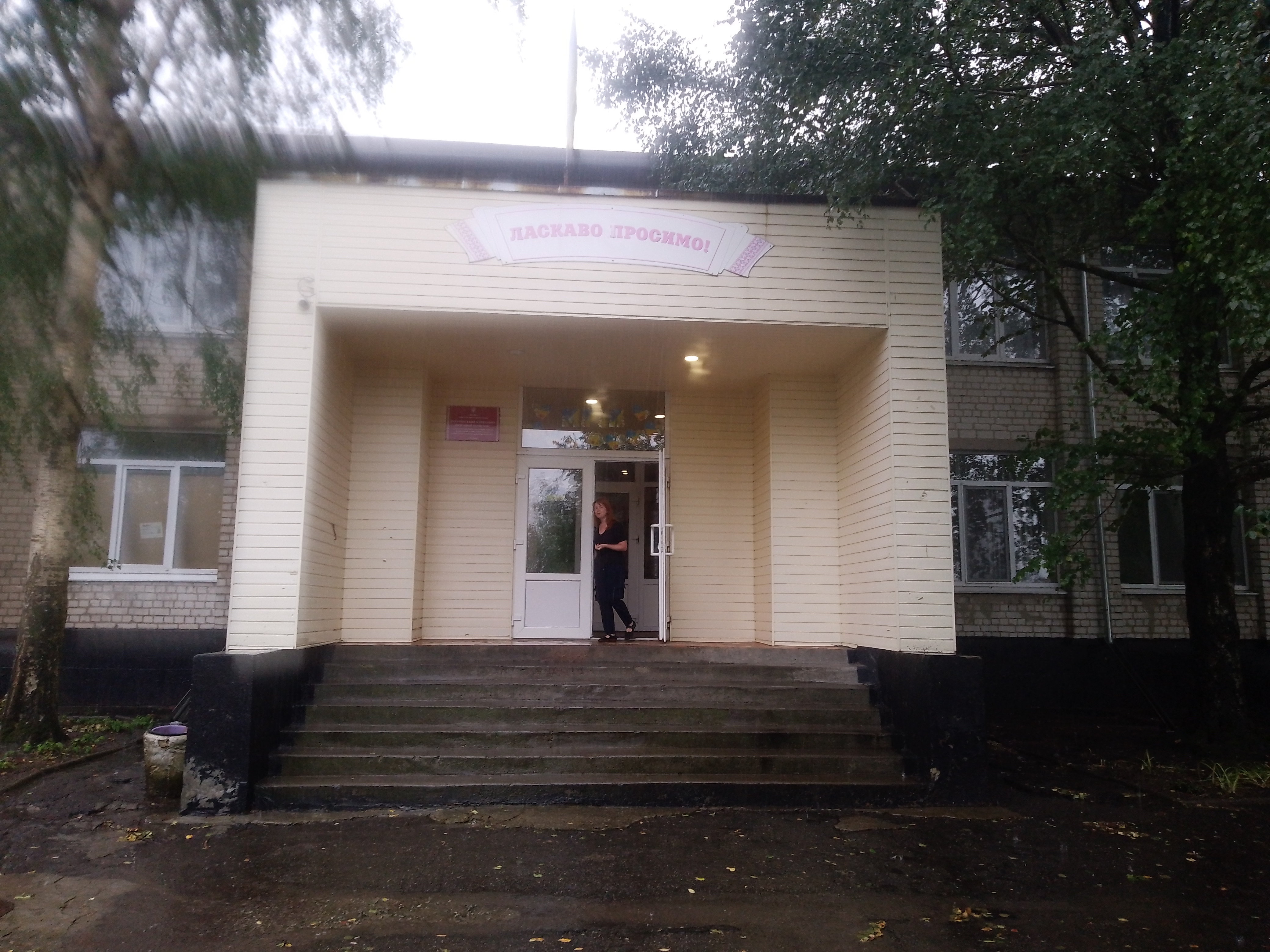
Приміщення НВК с. Лукашеве

Лукаше́ве — село в Україні, у Широківській сільській громаді Запорізького району Запорізької області. Населення становить 1188 осіб.

## Географія
Село Лукашеве розташоване на лівому березі річки Томаківка, вище за течією на відстані 1,5 км розташоване село Петропавлівка, нижче за течією на відстані 4,5 км розташоване село Широке (адміністративний центр Широківської сільської громади). Річка в цьому місці пересихає, на ній є декілька загат. Поруч проходить автошлях національного значення Н08 (Бориспіль — Запоріжжя — Маріуполь).

## Історія
Село засноване у 1595 році на місці колишнього запорізького зимівника під назвою Пальмір. Інша неофіційна назва села в минулому – Пальмир – ймовірно, дана власником.
Існує історичний переказ про заснування села козаком-запорожцем Лукашем. Козацька символіка присутня в гербі села.
Станом на 1859 рік на території села було 309 жителів. 
Станом на 1886 рік у колишньому власницькому селі Лукашівка (Пальміра) Михайлівської волості Катеринославського повіту Катеринославської губернії мешкало 542 особи, налічувалось 100 дворових господарств, існували лавка й цегельний завод.
За переписом 1897 року кількість мешканців зросла до 842 осіб (424 чоловічої статі та 418 — жіночої), з яких 835 — православної віри.
У 1903 році, на одній з перших заснованих вулиць Слободи, розпочалося будівництво Свято – Успенського храму . Храм будувався сім років, у 1910 році він розпочав свою діяльність. У 1920-х роках його закрили .
7 (20) листопада 1917 року, відповідно до Третього Універсалу Української Центральної Ради, увійшло до складу Української Народної Республіки.
З 07 листопада 1922 року по 1925 рік село мало назву Красно-Українка. 
На 1 листопада 1924 р. у селі нараховувалось 243 двори. З них, за своїм економічним і господарським станом, до заможних відносилось 30, до середняків – 118, бідняків і незаможників – 95 дворів. Проживало в них 1417 осіб – 704 чоловіки і 713 жінок.
У 1975—1980 роках в селі Лукашеве встановлено пам'ятник Тарасові Шевченку. Колись в селі був колгосп імені Шевченка, тож громада вирішила встановити пам'ятник поету  в центрі села.
З 24 серпня 1991 року село  у складі Незалежної України.
13 жовтня 2016 року Лукашівська сільська рада, в ході децентралізації, об'єднана з Широківською сільською громадою.
12 червня 2020 року, відповідно до Розпорядження Кабінету Міністрів України від № 713-р «Про визначення адміністративних центрів та затвердження територій територіальних громад Запорізької області», увійшло до складу Широківської сільської громади.
19 липня 2020 року, в результаті адміністративно-територіальної реформи та ліквідації колишнього Запорізького району(1965-2020), село увійшло до складу новоутвореного Запорізького району.

## Населення

### Мова
Розподіл населення за рідною мовою за даними перепису 2001 року:
| Мова            | Кількість | Відсоток |
| --------------- | --------- | -------- |
| українська      | 1007      | 84.76%   |
| російська       | 155       | 13.05%   |
| ромська         | 7         | 0.59%    |
| вірменська      | 6         | 0.51%    |
| румунська       | 4         | 0.34%    |
| білоруська      | 3         | 0.25%    |
| угорська        | 1         | 0.08%    |
| інші/не вказали | 5         | 0.42%    |
| Усього          | 1188      | 100%     |

## Археологічні розвідки
Поблизу села Придніпровського досліджено дві пізньопалеолітичні стоянки (15—10 тис. років тому), 4 поселення та 2 могильники доби неоліту (V–IV тисячоліття до н. е.), поселення і могильники доби бронзи (II тисячоліття до
н. е.) та черняхівської культури (II–VI ст. ст. н. е.).

## Економіка
- ТОВ «Олександр-Агро».

## Об'єкти соціальної сфери
- Лукашівська гімназія "Мрія"[9].
- Дитячий дошкільний навчальний заклад.
- Будинок культури.
- Амбулаторія сімейної медицини.